# Dolors Bassa
Dolors Bassa i Coll, née en 1959 ou 1960 à Torroella de Montgrí en Catalogne, est une syndicaliste et femme politique espagnole.
Militante syndicale de l'UGT de Catalunya (ca) à partir de 2000, elle est secrétaire générale de l'UGT dans les comarques gironines entre 2008 et 2015. Elle est conseillère municipale d'Esquerra Republicana de Catalunya (ERC) à Torroella de Montgrí entre 2007 et 2015. Élue députée au Parlement de Catalogne aux élections du 27 septembre 2015 sur la liste d'union indépendantiste Junts pel Sí (JxSí), elle est nommée conseillère au travail, aux affaires sociales et aux familles dans le gouvernement de Carles Puigdemont en 2016.

## Biographie

### Activités professionnelles et sociales
Dolors Bassa i Coll est née en 1959 ou 1960 à Torroella de Montgrí, dans le Baix Empordà, en Catalogne. Sa mère était enseignante ; son père, un agriculteur aisé, est mort quand elle était adolescente. Elle est diplômée d'un magistère de sciences de l'université de Gérone (UdG) en 1979, et licenciée en psychopédagogie de l'université ouverte de Catalogne (UOC) en 2007,.
Elle est professeure d'éducation primaire (ca) et de catalan. Elle enseigne au Col·legi Vedruna de Palafrugell (ca) entre 1979 et 1986, et au Col·legi Sant Gabriel de Torroella de Montgrí entre 1986 et 2015,.
Elle s'implique dans diverses activités sociales et associatives. Elle assure la coordination des ONG dans les comarques gironines. Elle est membre du conseil social de l'université de Gérone (UdG) entre 2001 et 2013, membre du conseil de la formation professionnelle de la Généralité de Catalogne entre 2007 et 2013, membre du conseil de direction du Service de l'emploi de Catalogne (ca) entre 2006 et 2014, et membre du conseil consultatif du master de travail, relations de travail et ressources humaines de l'UdG en 2012.
Elle est également co-autrice de l'ouvrage collectif Per què volem un estat propi? (« Pourquoi voulons-nous notre propre État ? »).

### Activités syndicales
En 2000, Dolors Bassa adhère à l'UGT de Catalunya (ca). À partir de 2003, elle travaille pour le syndicat dans les écoles de Gérone. En 2005, elle devient secrétaire à l'égalité et à la politique sociale, puis secrétaire à l'emploi de l'UGT dans les comarques gironines.
En février 2008, elle devient secrétaire générale de l'UGT dans les comarques gironines, pour remplacer Camil Ros (ca) qui a été nommé secrétaire général au niveau national. Elle est réélue au 9e congrès à Lloret de Mar en mai 2009, avec 94,6 % des voix, et à nouveau au 10e congrès au château de Sant Ferran de Figueres en juin 2014, avec 86,5 % des voix,. Dans le cadre de son mandat syndical, elle dirige des actions contre l'emploi précaire, notamment dans le secteur de l'hôtellerie et dans des grandes entreprises comme Ryanair.
Elle démissionne en septembre 2015 pour se présenter aux élections législatives. Xavier Casas lui succède.

### Activités politiques
Dolors Bassa forge sa conscience politique au cours de ses voyages en Amérique latine. En 2001, elle participe à la Grande marche du sous-commandant Marcos à Mexico. Elle est ensuite observatrice internationale lors de plusieurs élections au Nicaragua et au Salvador.
Aux élections municipales de 2007, elle est élue conseillère municipale de Torroella de Montgrí sur la liste indépendantiste de gauche d'Esquerra Republicana de Catalunya (ERC). Elle est conseillère à la dynamisation économique et maire adjointe entre 2007 et 2011. Réélue aux élections municipales de 2011, elle est conseillère municipale d'opposition jusqu'en 2015. Lors des élections municipales de 2015, elle occupe la dernière place symbolique de la liste d'ERC.
Aux élections au Parlement de Catalogne du 27 septembre 2015, elle est candidate de la liste d'union indépendantiste de Junts pel Sí (JxSí) dans la circonscription de Gérone, sur proposition d'ERC. Elle est d'abord prévue comme quatrième candidate sur la liste de Junts pel Sí, mais elle est finalement placée en sixième position, à la place du deuxième candidat désigné par ERC, Roger Torrent, pour respecter la loi sur la parité qui impose la présence de deux femmes candidates entre les 6e et 10e places. Junts pel Sí obtient 11 sièges et Dolors Bassa est élue députée.
Elle adhère à ERC en juin 2016.

### Conseillère au travail, aux affaires sociales et aux familles
En janvier 2016, Dolors Bassa est nommée conseillère au travail, aux affaires sociales et aux familles dans le nouveau gouvernement de Carles Puigdemont. Elle succède à Neus Munté à la tête d'un département ministériel dont les principaux enjeux sont la réforme du revenu minimum d'insertion et le débat sur le revenu universel, et la lutte contre le chômage et contre les inégalités.
La nouvelle conseillère, proposée par Esquerra Republicana de Catalunya (ERC), a un profil progressiste, indépendantiste, et lié au syndicalisme, comme sa prédécesseure qui a également été militante de l'UGT (ca). Son action s'inscrit dans le programme indépendantiste du gouvernement, qui entend rendre possible l'indépendance de la Catalogne à l'issue d'un processus de déconnexion de dix-huit mois. Ses priorités en matière d'emploi sont la lutte contre le chômage, l'amélioration de la qualité de l'emploi, et l'établissement de l'égalité de genre dans l'entreprise. Parmi ses objectifs figurent également la réforme de la prise en charge des mineurs en danger, l'adoption d'une loi sur l'adoption internationale, la création de l'agence catalane de protection sociale, la création d'une unité de détection et prévention de la maltraitance des personnes âgées, et la mise en place d'un service d'accueil des migrants.
La création de la sécurité sociale catalane est l'une des priorités du gouvernement dans le cadre du processus indépendantiste catalan, sous la responsabilité de son vice-président et ministre de l'économie, Oriol Junqueras. Le département du travail et des affaires sociales est réorganisé pour rattacher la direction générale de la protection sociale directement à la conseillère Dolors Bassa. La loi sur la protection sociale catalane, qui doit créer la sécurité sociale du futur État catalan, est l'une des trois lois de déconnexion qui doivent rendre possible l'indépendance. La proposition de loi est rédigée par une commission parlementaire conjointe et déposée au Parlement en mai 2016.
La proposition de loi sur le revenu garanti de citoyenneté, issue d'une initiative législative populaire, est débattue par une commission parlementaire pendant un an sans parvenir à un accord majoritaire. La conseillère Dolors Bassa s'engage à mettre en place un revenu universel et propose un accord en janvier 2017.
En janvier 2017, le conseil exécutif adopte le projet de loi sur l'égalité de traitement et contre les discriminations proposé par Dolors Bassa.

### Emprisonnement
Elle entre en prison le 2 novembre 2017 après avoir été entendue l'Audience nationale le matin, accusée des délits de rébellion, sédition et malversation de fonds publics. Internée à la prison d'Alcalá-Meco, elle partage une cellule avec Meritxell Borras et se lie d'amitié avec elle. Le juge Pablo Llarena — membre de la chambre pénale du Tribunal suprême qui instruit désormais l'affaire — révise la sentence de sa collègue Carmen Lamela un mois plus tard et ordonne sa libération sous caution. Le 23 mars 2018, elle est convoquée au Tribunal suprême aux fins de lui signifier sa mise en examen pour rébellion. Llarena l'envoie à nouveau en prison le même jour avec Jordi Turull, Raül Romeva, Carme Forcadell et Josep Rull.
Le 4 juillet 2018, Carme Forcadell et Dolors Bassa sont transférées au centre pénitentiaire Puig de les Basses situé dans la commune de Figueras.
Le 2 novembre 2018, le Parquet fait savoir qu'il requerra seize ans d'emprisonnement pour délit de rébellion tandis que le Bureau de l'Avocat général de l'État annonce qu'il requerra onze ans de réclusion pour délit de sédition.
Le 14 octobre 2019, elle est condamnée par le Tribunal suprême à 12 ans de prison pour sédition et malversation, assortis de 12 ans d'inéligibilité.
Elle fut libérée en juin 2021 à la suite d'un pardon gouvernemental..